# Église évangélique de Hongrie
L'Église évangélique de Hongrie (hongrois : Magyarországi Evangélikus Egyház) rassemble les protestants luthériens hongrois soit, selon le recensement de 2001, 3 % de la population du pays.

## Organisation
L'église est organisée en 256 paroisses, regroupées en 17 comitats ecclésiastiques et 3 arrondissements ecclésiastiques administrés par des évêques: l'arrondissement sud (siège à Pest), l'arrondissement nord (siège à Buda) et l'arrondissement ouest (siège à Győr). Un évêque-président (elnök-püspök) est à la tête de l'église nationale, assisté d'un superviseur (felügyelő), d'un presbitérium national de 14 membres et du synode national.

## Histoire
Elle est fondée en 1560, initiée par les réformateurs Matthias Devai (1500-1545), Gál Huszár (1512-1575) et Mihály Sztárai (1500c-1575).
L'Église évangélique de Hongrie et l'Église réformée de Hongrie ont été persécutées par le pouvoir autrichien, catholique, antiprotestant, partisan de la réforme catholique ou contre-Réforme dès le Concile de Trente (1542), particulièrement durant la décade de deuil (Mourning Decade, 1671-1681).